# Geremia Longobardo
Geremia Longobardo (Napoli, 16 dicembre 1980) è un attore italiano.
Dal 2019 è sposato con l'attrice Sara Adami.

## Biografia
Geremia Longobardo si laurea a pieni voti al DAMS di Roma Tre.
Parallelamente si diploma al Centro Sperimentale di Cinematografia settore Recitazione.
Debutta al cinema ne L'amico di famiglia di Paolo Sorrentino.
Lavora in teatro diretto da Francesco Rosi, Luca De Filippo, Luigi De Filippo, Carlo Giuffrè, Walter Manfrè. Affianca sulla scena Paola Gassman, Lina Sastri, Paola Quattrini, Giuseppe Pambieri, Virginio Gazzolo.
Dal 2006 collabora con Mimmo Borrelli prendendo parte ai suoi spettacoli e al suo lavoro culturale sui territori.
Nell'estate 2020 in ambito della XIII edizione del Napoli Teatro Festival Italia è ideatore e interprete di UNO CONTRO ZERO sulla vita del campione flegreo di pallanuoto Enzo D'Angelo.
Con lo spettacolo "DI SOVENTE POESIA" rende omaggio al poeta Michele Sovente raccontando tutta la sua vita attraverso le sue poesie.

## Teatro
- Affari di famiglia di Lilli Maria Trizio, regia di Lorenzo Alessandri, Teatro Vascello di Roma (2001) - tournée.
- Fremiti vocali da Eduardo De Filippo, Enzo Moscato, Annibale Ruccello, regia di Pierluigi Cuomo, Teatro di Posa Centro Sperimentale di Roma.
- La disputa di Pierre de Marivaux, regia di Alvaro Piccardi, Globe Theater di Roma.
- Confusioni di Alan Ayckbourn, regia di Alvaro Piccardi, Teatro di Posa Centro Sperimentale di Roma (2005)
- La tempesta di William Shakespeare, regia di Walter Manfrè, Taorminarte '06/La Versiliana (2006) - tournée estiva
- Casina di Tito Maccio Plauto, regia di R. Giordano, La Versiliana - tournée estiva
- Il verso dell'acqua di Mimmo Borrelli, regia di Davide Iodice, Lago D'Averno di Napoli (2007)
- Le ragioni dell'altro di Roberto Silvi, regia di Cecilia Calvi, Teatro Nuovo Colosseo di Roma
- Il diario di Nijinsky di Detlev Glanert, direttore d'orchestra Marco Angius, regia di C. Villa, XXXIII Cantiere Internazionale d'Arte di Montepulciano (2008)
- Il sindaco del rione Sanità di Eduardo De Filippo, regia di Carlo Giuffrè (2007/2009) - tournée nazionale
- Filumena Marturano di Eduardo De Filippo, regia di Franco Rosi (2009/2010) - tournée nazionale
- La Venexiana di anonimo del XVI secolo, regia di Giacomo Zito (2010) - tournée nazionale
- La Madre - 'I Figli So' Piezze 'I Sfaccimma di Mimmo Borrelli, Teatro dell'Arte di Milano (2010/2012)
- Fedra da Seneca, traduz. adatt. e regia di Natale Filice (2011) - tournée nazionale
- Clizia da Nicolò Macchiavelli, adatt. e regia di Giacomo Zito (2012) - tournée nazionale
- Sartori non deve morire di Raffaele Balzano, regia di Raffaele Balzano (2014)
- La luna degli attori di Ken Ludwig, regia di Silvio Giordani (2014/2015) - tournée nazionale
- Maigret al Liberty Bar di Georges Simenon, regia di Silvio Giordani (2014/2015) - tournée nazionale
- Tutto per Lola di Roberta Skerl, regia di Silvio Giordani (2015/2016)
- Miseria e nobiltà di Edoardo Scarpetta, regia di Luigi De Filippo - tournée nazionale
- Natale in casa Cupiello di Eduardo De Filippo, regia di Luigi De Filippo (2016-2017)
- La cupa di Mimmo Borrelli, Teatro San Ferdinando - Teatro Stabile Di Napoli - Teatro Nazionale
- Natale in casa Cupiello di Eduardo De Filippo, regia di Luigi De Filippo (Ripresa)
- ALL-IN - Il gioco può causare solitudine di Roberto Nugnes, regia di Giuseppe Miale di Mauro, Ridotto Del Mercadante - Teatro Stabile Di Napoli - Teatro Nazionale (2017/2020)
- Uno Contro Zero di Franco Cossu, regia di R. Giglio, Napoli Teatro Festival (2020)
- Carosone, l'americano di Napoli di Federico Vacalebre, regia di Luigi Russo, Napoli Teatro Augusteo/Teatro Trianon (2021)

## Filmografia

### Cinema
- C'era una volta il sud - regia di Francesco De Fazio (2005)
- I capelli della sposa - regia di Marco Danieli (2006)
- L'amico di famiglia - regia di Paolo Sorrentino (2006)
- Il bosco fuori - regia di Gabriele Albanesi (2006)
- Lezioni di cioccolato - regia di Claudio Cupellini (2007)
- "'O Pais do futbol" - regia di Dario Acocella (2014)

### Televisione
- La squadra 7 - registi vari (2006)
- Il clan dei camorristi - registi vari (2011)
- Capri 3 - regia di Dario Acocella e Francesca Marra (2010)
- Un posto al sole - registi vari (2021)
- I bastardi di Pizzofalcone, regia di Monica Vullo e Riccardo Mosca - serie TV, episodio 4x04 (2023)